# Ханушкевич, Адам
А́дам Стани́слав Ханушке́вич (пол. Adam Stanisław Hanuszkiewicz; 1924—2011) — польский актёр и театральный режиссёр.

## Биография

### Ранние годы
Родился 16 июня 1924 года во Львове. Детство и юность провёл в родном городе, где его родители управляли магазином, учился в местной школе. Во время оккупации также находился во Львове. В июле 1944 года под Жешувом, где он тогда проживал, присоединился к театральной группе Польской армии.

### Начало карьеры
В 1945 году стал актёром-практикантом в Театре имени Ванды Семашковой (Teatr im. Wandy Siemaszkowej) в Жешуве, в 1945—1946 годах играл в Театре Нижней Силезии (Teatr Dolnośląski) в городе Еленя-Гура. На сцене последнего он дебютировал в роли Вацлава в пьесе «Месть» (Zemsta) Александра Фредро (постановка Стефании Доменьской, 1945). Адам не заканчивал актёрской школы, в 1946 году в Лодзи он экстерном сдал экзамен по профессии актёра комиссии, состоявшей из известных тогда актёров и режиссёров, и получил диплом с отличием. В 1946—1949 годах выступал в Драматическом театре в Кракове (Teatr Dramatyczny w Krakowie), в труппе Юлиуша Остервы, а в 1949—1950 — в варшавском Театре Розмаитости (Teatr Rozmaitości w Warszawie). В 1950—1955 годах Ханушкевич работал в Польском театре в Познани (Teatr Polski w Poznaniu); там в 1951-м состоялся его дебют в качестве режиссёра: он поставил соцреалистическую пьесу Леонида Рахманова «Беспокойная старость» (пол. Niespokojną starość).

### Варшавский период
С 1955 года работал в основном в Варшаве. Сначала выступал в Польском театре (Teatr Polski im. Arnolda Szyfmana w Warszawie). В это же время он стал одним из соучредителей Телевизионного театра (Teatr Telewizji), где в 1955 году поставил свой первый телеспектакль «Золотой лис» (Złoty lis) по произведению Ежи Анджеевского. В 1957—1963 гг. был главным режиссёром Телевизионного театра. В 1956—1968 гг. также работал в Театре Повшехном (Teatr Powszechny, перев. как Всеобщий театр) — вначале как режиссёр, а затем, с 1963-го, как директор.
В 1968 году директора Театра Народового (Teatr Narodowy, в перев. Народный) Казимежа Деймека отстранили от должности из-за нашумевшей постановки «Дедов» (Dziady), воспринятых как антисоветский спектакль, и на освободившееся место назначили Ханушкевича. После этого некоторые коллеги записали его в коллаборационисты. В Народовом Ханушкевич выпустил много спектаклей, в том числе знаменитую «Балладину» (поль.), где использовались современные костюмы и мотоциклы марки Honda; зрители увидели её в 1974 году.
В 1970-м он впервые с 1944 года посетил свою семью во Львове. Тогда же он наладил контакты с Польским народным театром во Львове под руководством Збигнева Хшановского.
В начале 1980-х Ханушкевич утратил доверие властей и в 1982-м был уволен с должности директора. Во время военного положения он присоединился к актёрскому бойкоту телевидения. В последующие несколько лет ставил спектакли на театральных сценах Варшавы и Лодзи, а также за рубежом. С 1989 по 2007 г. был директором Театра Нового (Teatr Nowy) в Варшаве.
Скончался 4 декабря 2011 года в одной из варшавских больниц. Похоронен 8 декабря 2011-го на Военном кладбище в Повонзках в Варшаве.

## Творчество
В исполнительском искусстве Ханушкевича ощущается тонкая эмоциональность, изящество, высокая интеллектуальность. Среди его актёрских работ выделяются роли Каетана (в «Фантазии» Юлиуша Словацкого, Театр Драматычны в Кракове, 1946), Амфитриона (в постановке Богдана Коженевского по одноимённой пьесе Жана Жироду, там же, 1948), Гамлета (в «Гамлете» У. Шекспира, Польский театр в Познани, пост. Вильяма Хожицы, 1950), а также Раскольникова (в «Преступлении и наказании» Ф. М. Достоевского), Поэта (в «Свадьбе» Станислава Выспяньского), Конрада (в «Освобождении» С. Выспяньского).
Режиссёрские работы Ханушкевича отличаются высоким чувством гражданственности, стремлением к историко-философским обобщениям. Из них можно выделить такие его постановки, как «Свадьба» С. Выспяньского (Театр Повшехны, 1963, и Театр Народовы, 1974), «Преступление и наказание» Ф. М. Достоевского (Театр Повшехны, 1964), «Канун весны» С. Жеромского (1964, там же), «Колумбы, год рождения 20-й» Романа Братного (1965), а также «Освобождение» С. Выспяньского (1966), «Женитьба Фигаро» П. Бомарше (1966), «Пан Вокульский» (1967, по роману «Кукла» Б. Пруса), «Фантазия» Ю. Словацкого (1967), «Смерть Дантона» Г. Бюхнера (1968, все — в Театре Повшехны), «Небожественная комедия» Зыгмунта Красиньского (Театр Народовы, 1969, премьерный спектакль), «Фантазий» и «Кордиан» Ю. Словацкого (Театр Народовы, оба — 1970), «Гамлет» У. Шекспира (1970), «Норвид» (по Ц. К. Норвиду, 1970), «Беневский» Ю. Словацкого (1971), «Три сестры» А. П. Чехова (1971), «Процесс» Ф. Кафки (1972), «Любовники ада» Ярослава Рымкевича (1972), «Макбет» У. Шекспира (1972), «Антигона» Софокла (1973), «Ревизор» Н. В. Гоголя (1973), «Месяц в деревне» И. С. Тургенева (1974), «Жизнь Вацлава» Стефана Гарчиньского (1974), «Платонов» (по А. П. Чехову, 1976), «Братья Карамазовы» Ф. М. Достоевского (1979), «Домашний песенник» Станислава Монюшко (1982, все — в Театре Народовы) и др.
Среди телеспектаклей, поставленных Ханушкевичем в Телевизионном театре, можно выделить: «Золотой лис» Е. Анджеевского (1955), «Бабушка и внучек» (1955) и «Зелёная гусыня» (1956) К. И. Галчиньского, «Мухи» Ж.-П. Сартра (1956), «Двое мужчин на дороге» М. Хласко (1957), «Деды» А. Мицкевича (1959), «Эми Фостер» Дж. Конрада (1960), «Свидетели, или наша малая стабилизация» Т. Ружевича (1960), а также «Фрёкен Юлия» А. Стриндберга, «Гедда Габлер» Г. Ибсена и др.